# Гайсин, Брайон
Брайон Гайсин (англ. Brion Gysin), полное имя Джон Кли́ффорд Брайан Га́йсин (англ. John Clifford Brian Gysin, 19 января 1916 — 13 июля 1986) — художник-сюрреалист, писатель и визуальный артист английского происхождения. Наибольшую известность получил как близкий друг бит-автора Уильяма Берроуза, создатель «метода нарезок» и изобретатель «машины сновидений».

## Биография
Родился в 1916 году в местечке Таплоу, графство Бакингемшир; родители Гайсина были канадцами, его отец погиб на Первой мировой войне через несколько месяцев после рождения сына, а мать после этого вернулась в Канаду, где мальчик рос до 15-летнего возраста. Затем он был отправлен в католический колледж в Англии, откуда в 19 лет уехал в Париж, где и провёл большую часть жизни.

Начав творческую деятельность в конце 1930-х годов, Гайсин принял участие в групповой выставке сюрреалистов (на которой были, помимо прочих, представлены Дали и Пикассо), организованной Андре Бретоном, однако с руки последнего был подвергнут анафеме. Бретон счёл картины Гайсина недостойными — подобный поворот событий стал ударом для молодого художника и он решил уехать в Танжер, занявшись там частным бизнесом, открыв небольшой ресторан. Параллельно с этим Гайсин выставлялся на небольших экспозициях — на одной из них он и познакомился с начинающим писателем Берроузом. Встреча, в ходе которой Берроуз счел картины Гайсина пустыми, а последний воспринял Берроуза не иначе как «полусумасшедшего наркомана», поначалу оттолкнула их друг от друга, но впоследствии, когда они встретились уже в Европе, сблизила. Между двоими завязалась многолетняя дружба и тесные профессиональные отношения — так, ими был переосмыслен «метод нарезок» (изобретённый в 1920-х французским поэтом Тристаном Тцарой) — зависящая от случая литературная техника или жанр, в котором текст в случайном порядке разрезается и перемешивается для создания нового произведения. Художник вспоминал: 
Пока я нарезал холсты для рисунков в комнате 25, я расчертил кипу газет своим резаком и подумал о том, что говорил Берроузу шестью месяцами ранее о необходимости использования техник художников в письме. Я сложил обрезки вместе и начал собирать вместе тексты.
— Брайон Гайсин, «Twisty Little Passages: An Approach to Interactive Fiction»
Открытие данной техники оказало существенное влияние на всю последующую творческую деятельность как Гайсина, так и Берроуза, ещё при их жизни также в определённой мере повлияло на литературу, экспериментальную и электронную музыку.
Также широкую известность Гайсин получил как один из изобретателей «машины сновидений» — стробоскопического устройства, созданного на основе электрофона, которое производит мерцание примерно в 20,8 Гц. (с 8—13 вспышками в секунду), вызывая визуальную стимуляцию воздействием на альфа-ритмы головного мозга пользователя. Помимо этого Гайсин является автором нескольких книг и иллюстратором, он автор также множества статей.

## Творчество

### Устройства
- Машина сновидений

### Романы и повести
- To Master A Long Goodnight: The History of Slavery in Canada (1946)
- Minutes to Go (1960)
- The Exterminator (1960)
- The Process (1969)
- Brion Gysin Let The Mice In (1973)
- The Third Mind (1978)
- Here To Go: Planet R-101 (first published 1982)
- Stories (1984)
- The Last Museum (1985)[11]